# Durango (Colorado)
Durango è una città degli Stati Uniti d'America, situata nella Contea di La Plata, nello Stato del Colorado. Nel 2020 la popolazione era stimata in 19.071 abitanti.